# Mike Schilder
Mike Gerardus Schilder (Eindhoven, 26 maggio 1994) è un cestista olandese.

## Palmarès
- Campionato olandese: 3

EiffelTowers: 2011-12, 2014-15
Landstede Hammers: 2018-19
- Coppa d'Olanda: 2

EiffelTowers: 2013, 2016
- Supercoppa d'Olanda: 2

Den Bosch: 2013, 2015
Landstede Hammers: 2017, 2019